# Rabadash
El príncipe Rabadash es un personaje y principal antagonista de El caballo y el muchacho, de la novela de fantasía de C. S. Lewis: Las Crónicas de Narnia. Rabadash es el heredero al trono de Calormen, siendo el hijo mayor del Tisroc. En El caballo y el muchacho, él intenta conquistar Archenland, el vecino país de Narnia, pero se ve frustrada su invasión por Edmund y Lucy, reyes de Narnia, con la ayuda de un muchacho llamado Shasta, que en realidad es el príncipe gemelo perdido de Achenland.
Rabadash va a la guerra porque no tiene éxito al cortejar a la Reina Susan de Narnia. Aprendemos de los libros que él y su comitiva visitaron a Susan en Cair Paravel, donde él impresionó a la Reina. Sin embargo, cuando ella le devuelve la visita en Tashbaan (la capital de Calormen) acompañada por su hermano, el rey Edmund, se entera de que Rabadash es un hombre orgulloso y cruel, y descubre sus intenciones de tomarla por la fuerza para casarse con ella (si es necesario). De esa manera, Susan, Edmund y sus seguidores se escapan de Tashbaan.
Rabadash, en estado de choque, enojado, y con su orgullo herido, adquiere el permiso de su padre para dirigir una pequeña fuerza de caballería a Narnia, con el fin de secuestrar a Susan cuando ella regrese a Cair Paravel. Este ataque debe ser precedido sorprendiendo y capturando Anvard (la capital de Archenland), que, de ser acertado, también dará a Calormen una base avanzada para invadir Narnia en un futuro. El Tisroc no apoya en público el movimiento de Rabadash, razonando que sería diplomáticamente inoportuno pedir un ataque no provocado contra un país vecino, además de que vio a Rabadash impetuoso y ambicioso, considerando esta combinación como peligrosa.
Rabadash toma su fuerza de caballería para invadir Archenland. Pero el rey Lune de Archenland y los caballeros de su palacio, son prevenidos de esta invasión gracias a Shasta. Rabadash, en lugar de reconocer que su plan ha fracasado, pone sitio al castillo. Mientras tanto, Shasta cruza las montañas en dirección a Narnia, donde, al escuchar sus noticias, Edmund y Lucy llevan una fuerza expedicionaria a Anvard. El ejército de Rabadash, superado en número y tomado por sorpresa, termina derrotado, y el mismo Rabadash es tomado prisionero para comparecer ante el juicio del rey Lune.
Al final de El Caballo y el Muchacho, Aslan le da a Rabadash la oportunidad de arrepentirse. Cuando Rabadash se niega, Aslan lo transforma en un burro. Aslan también ordenó que Rabadash debía regresar al templo de Tash en Tashbaan, para estar de pie ante el altar en el momento de la fiesta del otoño, ante la vista de sus miles de súbditos. Si hacía esto, recuperaba su antigua persona. Sin embargo, debía vivir dentro de un radio de diez millas en los alrededores del templo. Si se arriesgara a dejar esa vecindad, correría el riesgo de transformarse en un burro por segunda vez, sin esperanza de volver a ser un humano. Debido a que no puede dejar Tashbaan, se convierte en rey, y su reinado se describe como muy tranquilo, ya que no podía hacer la guerra ni consigo mismo, y también porque temía que cualquier Tarkaan en alguna guerra podría tratar de derrocarlo. Fue llamado "Rabadash el Pacificador" por sus súbditos mientras reinó, y también fue llamado "Rabadash el ridículo" a sus espaldas y después de su muerte.

## Fuente
- Esta obra contiene una traducción  derivada de «Prince Rabadash» de Wikipedia en inglés, publicada por sus editores bajo la Licencia de documentación libre de GNU y la Licencia Creative Commons Atribución-CompartirIgual 4.0 Internacional.